# Asperula paui
Asperula paui är en måreväxtart som beskrevs av Font Quer. Asperula paui ingår i släktet färgmåror, och familjen måreväxter.

## Underarter
Arten delas in i följande underarter:
- A. p. dianensis
- A. p. paui